# 하인리히 7세 (독일)
하인리히 (7세)(Heinrich, 1211년 ~ 1242년 2월 12일)은 호엔슈타우펜가 출신의 시칠리아 (1212년-1217년), 독일 (1220년-1235년)의 국왕으로, 신성 로마 황제 프리드리히 2세의 아들이자 공동 통치자였다. 그는 독일을 통치한 일곱 번째 하인리히이긴 하지만, 룩셈부르크가 출신의 신성 로마 황제 하인리히 7세와의 혼동을 피하기 위해 보통은 하인리히 (7세)라고 표기한다.

## 아버지의 영향권 아래
하인리히는 시칠리아에서, 프리드리히 2세 (페데리코 2세) 국왕과 그의 첫 부인인 아라곤의 콘스탄사의 독자로 태어났다. 그는 자신의 뒤를 이어 왕위에 오른 콘라트 4세의 형이었다.
프리드리히는 경쟁 관계인 벨프가 출신의 오토 4세에 대항하여 독일의 왕으로 선출되려던 한편, 새로 태어난 아들을 1212년 3월에 교황 인노첸시오 3세를 통해 시칠리아의 왕 (엔리코 2세)으로 즉위시키는데, 독일과 시칠리아 왕국이 단독 통치자의 지배 하에 놓여서는 안 된다는 프리드리히와 교황 사이의 합의에 의한 것이었다. 이 때문에, 시칠리아 왕국의 섭정 통치는 아버지가 아닌 어머니를 통해 이뤄졌다.
그렇지만, 1216년에 교황이 죽자, 프리드리히는 아들을 독일로 불러들이고, 슈바벤 공국을 맡겼다가, 1217년에 다시 시칠리아 국왕 자리를 맡게 했다. 하인리히의 어머니는 1220년까지 남편을 대신하여 섭정으로서 시칠리아에 남아 있었다. 슈바벤의 체링겐가가 1219년에 단절되자 하인리히는 또한 그들이 갖고 있던 '부르군트의 렉토르'라는 직위도 받게 되었으며, 이 직위는 그가 왕으로 선출되자 사라지고 만다.

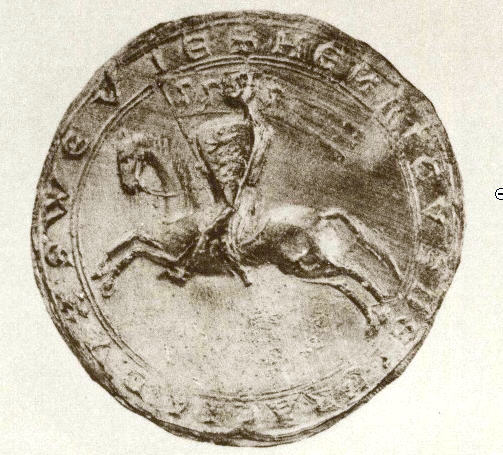
하인리히의 실 (1216년경)은 방패와, 호엔슈타우펜가 문장의 상징인 '삼사자'가 표현된 배너를 들고 있는 말을 탄 기사로 그를 표현한다. 이 삼사자 문장이 이후에 슈바벤의 문장이 되었을 것이다.

1220년 4월 20/26일에, 프랑크푸르트에 모인 독일 제후들은 하인리히를 로마인들의 왕으로 선출했으며, 이를 위해 황제는 주교후에게 유리한 교회 제후법을 발표하였다. "프랑크푸르트에 참석한 주요 제후들에는 마인츠, 쾰른, 트리어 대주교들과 마그데부르크 및 일부 주교들, 바이에른, 브라반트 공작들, 튀링겐 방백, 나뮈르, 바덴 변경백들, 홀란트, 클레베 백작들, 프리드리히 궁전의 관료들이 있었다." 이 선출은 프리드리히 2세가 1215년의 십자군 원정 약조를 이행하는 조건이었으며, 십자군 중에 황제가 사망 시에 승계 문제는 제후들이 해결하기 때문이었다. 그러나, 교황 호노리오 3세가 이 선출을 인가하지 않았고 또한 시칠리아 왕국에 대한 하인리히의 권리를 박탈하기도 했는데, 교황은 전임자 때처럼 두 국가가 하나로 묶이는 걸 막고자 했기 때문이었다. 또한, 여러 독일 제후들이 처음에는 이 선출을 거부하기도 했었다.
프리드리히 2세가 1220년에 이탈리아로 돌아온 뒤, 하인리히는 1222년 5월 8일 아헨에서 자신에게 독일의 왕관을 씌어준 쾰른 대주교 엥엘베르트 1세의 보호 하에 있게 되었다. 하인리히가 공식적으로는 오타카르 1세의 딸인 프르셰미슬 왕가의 공주 보헤미아의 아녜스와 약혼을 했지만,, 엥겔베르트는 실지왕 존의 딸 중 한 명인 잉글랜드의 이사벨라와의 혼인을 계획했었다. 그렇지만, 이 계획이 이뤄지지는 못 했다. 잉겔베르트가 1225년에 사망한 뒤, 바이에른 공작 루트비히 1세가 후견인 자격을 얻었다. 어린 왕은 대부분 빈테르슈테텐의 콘라트 같은 왕가의 미니스테리알레의 관리를 받았다. 이들은 또한 슈바벤 공작령에 대해 행정관들처럼 활동했다. 이 기간에, 하인리히와 보헤미아 공주 간의 약혼이 취소되기도 했다.
1225년 11월 29일 뉘른베르크에서, 아버지의 명에 따라, 하인리히는 일곱 살 연상인 오스트리아 공작 레오폴트 6세의 딸 바덴베르크의 마르가레트와 혼인했다. 16달 뒤인 1227년 3월 23일, 그녀는 아헨에서 독일 왕비가 되었다. 이 혼인에서 하인리히와 프리드리히 등 아들 둘이 태어났으나, 둘 다 어린 나이에 사망하고 만다.
하인리히는 활기 넘치고, 교양을 지닌 통치자였던 것처럼 보이며 궁전에 여러 민네장을 두었다. 그가 직접 일부 민내장(궁정 사랑시)을 집필했을 수도 있다. 그는 비록 다리를 절긴 했으나 신체적으로 튼튼했고, 키는 대략 1.66 m (5' 4½") 정도였다.

## 성년 및 아버지에 대한 반란

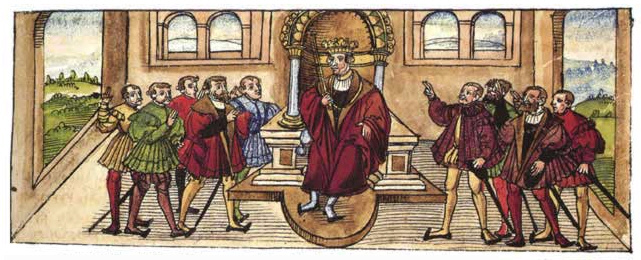
1234년 뷔르츠부르크에서 경의를 받는 하인리히 (로렌츠 프리스의 16세기 주교 연대기)

1228년, 하인리히는 바이에른 공작 루트비히와 다툼이 있었는데, 루트비히는 프리드리히 2세 황제에 대해 교황 그레고리오 9세와 공모를 꾸미고 있다는 혐의를 받았다. 그 해 성탄절 무렵, 하인리히는 직접 통치권을 가져갔고, 루트비히를 굴복시킨 뒤 스트라스부르크 주교에게서 등을 돌렸다. 하인리히의 친도시 정책에 성나 있던 독일 제후들은 1231년 5월 1일 보름스에서 자유도시들을 겨냥한 '독일 제후 지지 법령'을 반포하게 했고, 자신들의 불평 사항들을 통해 프리드리히 2세가 아들을 지지하지 않게 했다. 황제는 대 교황 관련 이탈리아 정책에 있어서 제후들의 지지가 필수적이었다. 아버지와 아들 사이에 불화를 키우던 것들 중에, 프리드리히는 하인리히가 미성년자 기간에 권한을 줄이도록 명시한 몇몇 규제들을 두었고, 한편 황제의 굳고한 적인 우라흐가의 슈바벤 백작 에게노 5세의 지위를 높였는데, 그는 하인리히의 가장 중요한 조언자가 되었다.
1232년에, 프리드리히는 교황과 타협을 했고, 법령을 공식화했으며, 하인리히가 치비달레에서 충성을 맹세하게끔 했다. 같은 해에, 하인리히는 호엔슈타우펜가와 프랑스 왕가인 카페 왕조 간의 동맹을 다시 추진했다. 다음 해에 그는 비텔스바흐가와 분쟁에 돌입하게 됐고 바이에른 공작 루트비히의 아들인 팔츠의 오토 2세를 제압했다. 독일 제후들의 불만을 우려하던 프리드리히는 모든 인질들의 석방을 요구했다. 하지만 1233/34년에, 하인리히는 다시 한번 아버지를 분노케 했는데, 그가 일부 이단심문, 특히 슈테딩겐 지역의 봉기한 농민들을 대상으로 벌어진 브레멘 대주교의 십자군 사건에 개입한 것이었다. 이 십자군 전쟁을 승인한 교황 그레고리오 9세는 하인리히를 파문시켰다. 프리드리히 황제는 1234년 7월 5일에 아들을 반역자로 선포하고 독일로 돌아갈 것을 선언했다.
하인리히는 봉기를 했고 9월에 일부 독일 주교들 그리고 슈바벤의 귀족들과 동맹을 맺었다. 하지만, 프랑스의 루이 9세와 롬바르디아 동맹과의 추가 협상이 실패로 끝나고 말았다. 제후들은 사태를 지켜보기로 했고, 동시에 하인리히의 병력은 호엔을로에의 영주들, 바덴 변경백 헤르만 5세, 보름스 측 병력과의 싸움에서 교착에 빠졌다. 독일에 도착한 프리드리히 황제는 곧 거대한 지지 세력들을 얻게 되었다. 양 측 병력이 슈바벤에서 대치하자, 지지자 대다수에게 버림받은 하인리히는 1235년 7월 2일 빔펜 성에서 아버지에게 항복할 수밖에 없었다. 프리드리히 2세와 제후들은 1235년 7월 4일 보름스에서 하인리히를 재판에 부쳤고 폐위시켰다. 그의 아들은 동시에 상속권을 박탈당했다. 하인리히의 남동생 콘라트가 대신에 슈바벤 공작에 임명됐고 또한 로마인의 왕으로 선출됐다.
하인리히의 동맹들은 대부분 사면받았다. 프리드리히 2세는 아들과의 다툼으로 인해 비롯된 왕가의 힘을 약화시키는 사건에 대응했는데, 그 중엔 1235년 8월 25일 마인츠에서의 회의로, 여기에서 최초로 '란트 평화령'(Landfriedensgesetz)을 통과시키고 레갈리아를 근본적으로 개혁시켰다.

## 감금과 죽음

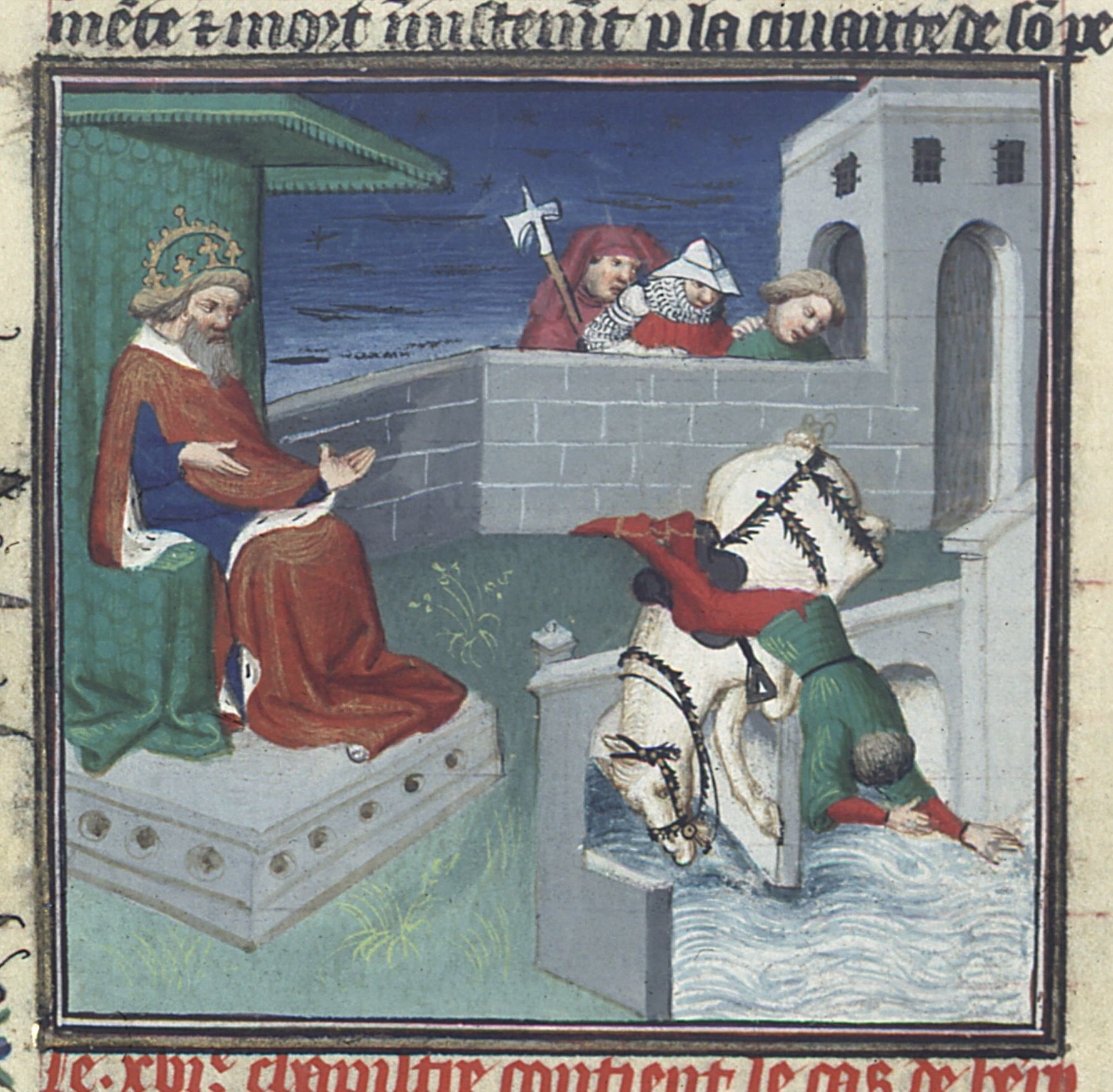
하인리히의 죽음 (15세기 묘사)

하인리히는 여러 장소들에 감금되어 있었는데, 처음에는 하이델베르크와 알레르하임 성에서, 이후로는 풀리아와 캄파니아의 로카산펠리체에서였다. 그의 격리는 그의 반항심만큼이나 그의 건강에 의해 좌우되었을 수도 있는데 1998년–1999년에 있던 그의 유골 분석에서 그가 말년에 나병을 겪고 있었음을 보여주었다. 이는 황제가 그를 용서해주는 것을 막는 진정한 이유였을 것이다.
1242년 2월 12일쯤(다른 사료에서는 2월 10일)에 하인리히는 니카스트로에서 이동하던 때 말에서 떨어진 뒤에 칼라브리아의 마르티라노 인근에서 사망했다. 일부 연대기는 이 죽음이 자살로 인한 것이라고 전한다. 그의 아버지는 코센차 성당에 왕가의 예우를 갖춰 고대 로마의 사르코파구스에 묻어주었다.
하인리히의 유일하게 살아있던 아들인 프리드리히는 조부인 프리드리히 2세의 유언자에 언급됐으며, 이 유언에서 황제는 그에게 오스트리아 공국 및 슈타이어마르크 후국, 그리고 10,000 우니카를 남겼다. 1251년에 그의 죽음은 매슈 패리스가 기록하였는데, 그는 프리드리히와 그의 형이 독살 (veneno interfecit)당했다고 주장한다.
신성 로마 제국의 통치자들 중에서, 하인리히는 괄호에 숫자가 매겨진 유일한 이인데, 그가 단독으로 왕권을 행사하지 않았기 때문이다. 1308년부터 실제로 제국을 다스린 하인리히 7세 황제와 혼동을 주의해야 한다. 오랜 기간 아버지의 그림자에 있었고 '괄호 속 하인리히'라고 폄화되었으나, 일부 역사가들은 최근에 이르러 그의 호엔슈타우펜 정책에 좀 더 긍정적인 평가를 내리고 있다.